# Aeroportul Austin
Aeroportul Austin (IATA: ASQ, ICAO: KTMT, FAA LID: TMT) este un aeroport din Comitatul Lander, Nevada, Nevada, Statele Unite ale Americii ce deservește zona Austin⁠(d). A fost numit după zona deservită.
Situat la o altitudine de 1.748 m, aeroportul dispune de 1 pistă și ocupă o suprafață de 4.876.462 m².

## Infrastructură

### Piste
Aeroportul dispune de o singură pistă. Pista 18/36 are suprafața de asfalt și dimensiunile 1.829 m × 23 m. 